# Nederlands voetbalelftal op de Olympische Zomerspelen 1928
Het Nederlands voetbalelftal was een van de deelnemende landen op de Olympische Zomerspelen 1928 in Amsterdam. Het was de vijfde deelname voor het land. De vorige deelname was vier jaar eerder, in 1924. Hierin reikte Nederland tot de vierde plaats.

## Wedstrijden op de Olympische Zomerspelen
Tijdens de loting op 17 mei 1928 in Amsterdam koppelt prins Hendrik het Nederlands elftal aan regerend olympisch kampioen Uruguay. In een uitverkocht Olympisch Stadion werd met 0-2 verloren. Hierdoor was het Nederlandse elftal al na één wedstrijd uitgespeeld in het hoofdtoernooi.

### Eerste ronde
|                   |           |         |                           |                                                                                 |
| 30 mei 1928 19:00 | Nederland | 0–2     | Uruguay                   | Olympisch Stadion, Amsterdam Toeschouwers: 27.730 Scheidsrechter: John Langenus |
| 30 mei 1928 19:00 |           | Verslag | 20' Scarone 86' Urdinarán | Olympisch Stadion, Amsterdam Toeschouwers: 27.730 Scheidsrechter: John Langenus |

Het Nederlands elftal nam daarna deel aan het Troosttoernooi voor uitgeschakelde ploegen. In de eerste ronde werd met 3-1 van België gewonnen. Als er in de finale tegen Chili na verlenging nog geen beslissing is gevallen moet er worden geloot. Nederland wint die loting, maar schenkt de beker aan de bezoekers uit Chili.

### Eerste ronde troosttoernooi
|                   |                              |         |               |                                                                                          |
| 5 juni 1928 14:00 | Nederland                    | 3–1     | België        | Sparta-Stadion Het Kasteel, Rotterdam Toeschouwers: 20.000 Scheidsrechter: Gamma Malcher |
| 5 juni 1928 14:00 | Ghering 4' Smeets 6' Tap 63' | Verslag | 85' P. Braine | Sparta-Stadion Het Kasteel, Rotterdam Toeschouwers: 20.000 Scheidsrechter: Gamma Malcher |

### Finale troosttoernooi
|                   |                        |            |                      |                                                                                               |
| 8 juni 1928 14:00 | Nederland              | 2–2 (n.v.) | Chili                | Sparta-Stadion Het Kasteel, Rotterdam Toeschouwers: 18.000 Scheidsrechter: Guillermo Comorera |
| 8 juni 1928 14:00 | Ghering 59' Smeets 66' | Verslag    | 55' Bravo 89' Alfaro | Sparta-Stadion Het Kasteel, Rotterdam Toeschouwers: 18.000 Scheidsrechter: Guillermo Comorera |

Jan de Boer · 
Piet van Boxtel · 
Wout Buitenweg · 
Harry Dénis · 
Jan Elfring · 
Bertus Freese · 
Leo Ghering · 
Jaap van de Griend · 
Puck van Heel · 
Dolf van Kol · 
Cor Kools ·
Peer Krom ·
Pierre Massy · 
Gejus van der Meulen · 
Sjef van Run · 
Frits Schipper · 
Harry Schreurs · 
Felix Smeets ·
Wim Tap ·
Rense Vis · 
Jaap Weber ·
Kees van der Zalm · 
Coach: Bob Glendenning
 Parijs 1900 ·
 Saint Louis 1904 ·
 Londen 1908 ·
 Stockholm 1912 ·
 Antwerpen 1920 ·
 Parijs 1924 ·
 Amsterdam 1928 ·
 Berlijn 1936 ·
 Londen 1948 ·
 Helsinki 1952 ·
 Melbourne 1956 ·
 Rome 1960 ·
 Tokio 1964 ·
 Mexico-stad 1968 ·
 München 1972 ·
 Montréal 1976 ·
 Moskou 1980 ·
 Los Angeles 1984 ·
 Seoul 1988 ·
 Barcelona 1992 ·
 Atlanta 1996 ·
 Sydney 2000 ·
 Athene 2004 ·
 Peking 2008 ·
 Londen 2012 ·
 Rio 2016 ·
 Tokio 2020